# Will Sparks
Will Sparks, pseudonimo di William James Sparks (Melbourne, 15 marzo 1993), è un disc jockey e produttore discografico australiano.

## Carriera
Will Sparks ha iniziato a rilasciare tracce in maniera autonoma su SoundCloud nel 2011. Si è fatto conoscere internazionalmente grazie ai singoli Ah Yeah! e Bring It Back (con Joel Fletcher) rispettivamente del 2012 e del 2013. Nel 2014 rilascia il suo EP Another Land che raggiunge la posizione 35 della Top Charts australiana. Sempre nel 2014 ha preso parte ad un progetto benefico donando l’intero ricavato della vendita di alcuni braccialetti alla Beyond Blue, un’associazione nata per sensibilizzare i rischi e l’impatto della depressione e dell’ansia nella società.
Nel corso della carriera collabora numerose volte con la cantante Luciana oltre ad altri artisti come Laidback Luke, Timmy Trumpet, Steve Aoki, KSHMR, Maddix, SCNDL, W&W, MarLo.

### Classifica Top 100 DJ Mag
Classifica annuale stilata dalla prestigiosa rivista DJ Magazine:
- 2015: #78
- 2016: #73
- 2017: #83
- 2018: #56
- 2019: #57
- 2020: #58
- 2021: #56

## Discografia

### EP
- 2014: Another Land

### Singoli
- 2011: Charlie Sheen
- 2011: Cyphon
- 2011: Move Around
- 2011: Accepted Concept
- 2012: Trajectory
- 2012: Disco Bus
- 2012: Pelican
- 2012:  Steezmun
- 2012: Error
- 2012: Countdown
- 2012: Salt Shaker
- 2012: In The Air
- 2012: Drop That (feat. Zoolanda)
- 2012: Okay
- 2012: Chemical Energy (feat. Flea)
- 2012: Ah Yeah!
- 2013: Phoenix
- 2013: The Viking
- 2013: Bring It Back (con Joel Fletcher)
- 2014: Catch
- 2014: When The Lights Go Out (feat. Troi)
- 2014: Hard Nation
- 2014: This Is What the Bounce Is
- 2014: Ah Yeah So What! (feat. Wiley & Elen Levon)
- 2015: Flutatious
- 2015: Sick Like That (feat. Luciana)
- 2015: Get Lit (feat. Lil Debbie)
- 2016: My Time (feat. Alex Jones)
- 2016: Stay Up Till The Mornin (feat. Luciana)
- 2016: Acid Rain (con Joel Fletcher)
- 2016: Promiscuous (con Laidback Luke feat. Alicia Madison)
- 2016: Voices (con KSHMR)
- 2016: Gorilla (con Tyron Hapi feat. Luciana)
- 2016: Flamenco
- 2017: Crank It Loud (con Orkestrated)
- 2017: Monsta
- 2017: The March
- 2017: Militant (feat. Feral is Kinky)
- 2017: Kooka (con Joel Fletcher)
- 2017: Young And Free (feat. Priyanka Chopra)
- 2017: Take Me (feat. Gloria Kim)
- 2017: Pirates (con Ben Nicky)
- 2017: What I Do
- 2017: Bad Connection (feat. Luciana)
- 2018: Closure (feat. Bianca)
- 2018: Senseless
- 2018: Delusion (con Reece Low feat. Jacob Leea)
- 2018: Guilty As Sin (feat. Amba Sheperd con Tyron Hapi)
- 2018: Fingers
- 2018: Flakka Flakka (feat. Luciana & Dave Audè)
- 2018: Tombstone (con SCNDL)
- 2018: Mangalam (con Maddix)
- 2019: Untouchable (feat. Aimee Dalton)
- 2019: Rainbow Stylin (con The Similou)
- 2019: Party Everyday (con Cat Dealers)
- 2019: Send It (con Steve Aoki)
- 2019: Tricky Tricky (con W&W e Timmy Trumpet feat. Sequenza)
- 2019: Are You Crazy
- 2020: Disco Dancing
- 2020: Vienna
- 2020: F*ck Yeah (con Timmy Trumpet, Code Black e Toneshifterz)
- 2020: More Than We Compare (con MorganJ)
- 2020: Lies (con New World Sound)
- 2020: Next Generation
- 2020: Exciting New Sound
- 2020: Kids These Days
- 2020: Feel It (con MarLo)
- 2020: 5 Minutes (feat. Luciana)
- 2020: Nevermind
- 2021: Cumon
- 2021: My Company

### Remix
- 2011: 3rd Face - Canto Della Libertà (Will Sparks Remix)
- 2011: Stretchy - Black Polish Chrome (Will Sparks Remix)
- 2011: Tyga - Rack City (Will Sparks Remix)
- 2012: Nicky Minaj - Starships (Will Sparks Bootleg)
- 2013: Major Lazer – Get Free (Will Sparks Remix)
- 2013: Robin Thicke feat. T.I. e Pharrell Williams – Blurred Lines (Will Sparks Remix)
- 2013: Chadio – Afterturn (Will Sparks & Matt Watkins Remix)
- 2013: TJR – Ode To Oi (Will Sparks Remix)
- 2013: 3rd Face – Canto Della Libertà (Will Sparks Remix)
- 2013: Satoshi Tomiie – The Darkness (Will Sparks Remix)
- 2013: Stafford Brothers feat. Lil Wayne e Christina Milian – Hello (Will Sparks Remix)
- 2014: Maroon 5 – Maps (Will Sparks Remix)
- 2014: Mark Ronson feat. Bruno Mars – Uptown Funk (Will Sparks Remix)
- 2015: Yvng Jalapeno feat. Muki – In Control (Will Sparks Remix)
- 2015: Major Lazer – Be Together (Will Sparks Remix)
- 2016: 360 – Lights Out (Will Sparks & Joel Fletcher Remix)
- 2016: AlunaGeorge feat. Popcaan – I'm In Control (Will Sparks Remix)
- 2017: Iggy Azalea – Mo Bounce (Will Sparks Remix)
- 2018: Meiko – Leave The Lights On (Will Sparks Remix)
- 2018: Meiko – Back In The Game (Will Sparks Remix)
- 2019: Steve Aoki feat. Era Istrefi – Anything More (Will Sparks Remix)
- 2020: Armin Van Buuren feat. Haliene – Song I Sing (Will Sparks Remix)
- 2020: Louis The Child feat. Quinn XCII e Chelsea Cutler – Little Things (Will Sparks Remix)